# Kolonia Pierwsza (Komarno-Kolonia)
Kolonia Pierwsza – część wsi Komarno-Kolonia w Polsce, położona w województwie lubelskim, w powiecie bialskim, w gminie Konstantynów.
W latach 1975–1998 Kolonia Pierwsza administracyjnie należała do województwa bialskopodlaskiego.
Wierni Kościoła rzymskokatolickiego należą do parafii św. Stanisława w Komarnie.